# 가곡로
가곡로(Gagok-ro)는 충청북도 음성군 감곡면 에서 충주시 앙성면 가흥삼거리 를 잇는 도로이다.

## 주요 경유지
충청북도
- 음성군 (감곡면) - 충주시 (앙성면)

## 노선
| 이름              | 접속 노선                                        | 소재지 | 소재지 | 비고                        |
| ----------------- | ------------------------------------------------ | ------ | ------ | --------------------------- |
| (이름없음)        | 국도 제37호선 (장감로)                           | 음성군 | 감곡면 |                             |
| 궁정 교차로       | 국도 제38호선 (북부로)                           | 음성군 | 감곡면 |                             |
| 오곡 교차로(회전) | 국도 제38호선 (북부로) 제45호선 중부내륙고속도로 | 음성군 | 감곡면 |                             |
| 오궁교            |                                                  | 음성군 | 감곡면 |                             |
| 문촌교            |                                                  | 음성군 | 감곡면 |                             |
| 이문고개          |                                                  | 음성군 | 감곡면 |                             |
| 앙성 교차로       | 국도 제38호선 (북부로)                           | 음성군 | 감곡면 |                             |
| 유랑삼거리        | 구장터길                                         | 충주시 | 앙성면 |                             |
| 유량교            |                                                  | 충주시 | 앙성면 |                             |
| 앙성사거리        | 앙암로 내용2길                                   | 충주시 | 앙성면 | 국가지원지방도 제49호선구간 |
| (이름없음)        | 하너미로                                         | 충주시 | 앙성면 | 국가지원지방도 제49호선구간 |
| 용대교            |                                                  | 충주시 | 앙성면 |                             |
| 마련 교차로       | 국도 제38호선 (북부로)                           | 충주시 | 앙성면 |                             |
| 마련교            |                                                  | 충주시 | 앙성면 |                             |
| 돈산교            |                                                  | 충주시 | 앙성면 |                             |
| 능암 교차로       | 국도 제38호선 (북부로)                           | 충주시 | 앙성면 |                             |
| 대평촌 교차로     | 국도 제38호선 (북부로)                           | 충주시 | 앙성면 |                             |
| 봉황교            |                                                  | 충주시 | 앙성면 |                             |
| 가흥삼거리        | 참단산업로                                       | 충주시 | 앙성면 |                             |

## 주요 건물 및 시설
- 한국타이어 감곡대리점 (가곡로 12/오향리 486-2)
- 세븐일레븐 음성감곡동부점 (가곡로 21/왕장리 39-6)
- 금호타이어 감곡대리점 (가곡로 44/오향리 460-1)
- CU 감곡IC점 (가곡로 216/오궁리 214-3)
- SK에너지 명품충전소 (가곡로 715/문촌리 64-11)